# Stenalcidia micaya
Stenalcidia micaya là một loài bướm đêm trong họ Geometridae.